# جوزيف فينغلوس
جوزيف فينغلوس (بالسلوفاكية: Jozef Vengloš)‏، من مواليد 18 فبراير 1936 في روجومبيروك في تشيكوسلوفاكيا، لاعب كرة قدم تشيكوسلوفاكي سابق، ومدرب كرة قدم تشيكوسلوفاكي سابق.
درب منتخب تشيكوسلوفاكيا لكرة القدم منذ عام 1978 وحتى عام 1982، وفي عام 1986 انتقل إلى تدريب منتخب ماليزيا لكرة القدم حتى عام 1987، وفي عام 1988 عاد إلى تدريب منتخب تشيكوسلوفاكيا لكرة القدم حتى عام 1990، وفي عام 1993 درب منتخب سلوفاكيا لكرة القدم، واستمر في تدريبهم حتى عام 1995، وفي عام 1995 انتقل إلى تدريب منتخب عمان لكرة القدم، ودربهم حتى عام 1997.

## روابط خارجية
- جوزيف فينغلوس على موقع اتحاد تركيا (مدرب) (الإنجليزية)
- جوزيف فينغلوس على موقع قاعدة بيانات كرة القدم.إي يو (الإنجليزية)
- جوزيف فينغلوس على موقع Soccerbase.com (مدرب) (الإنجليزية)
- جوزيف فينغلوس على موقع Soccerway.com (الإنجليزية)
- جوزيف فينغلوس على موقع عالم كرة القدم.نت (الإنجليزية)